# Euro-mediterrane Partnerschaft

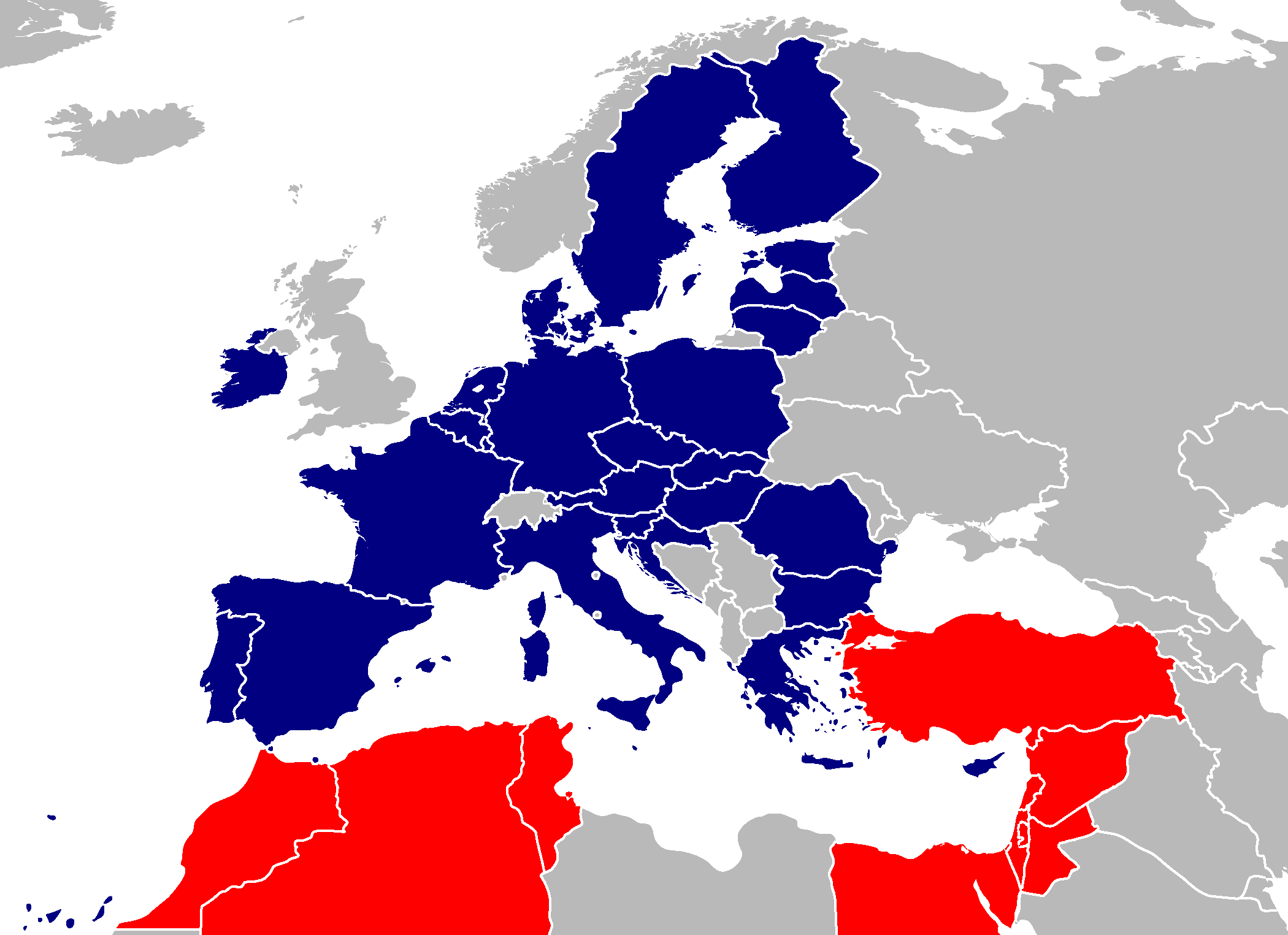
Staaten der euro-mediterranen Partnerschaft: EU-Staaten (blau), übrige Mitglieder (rot)

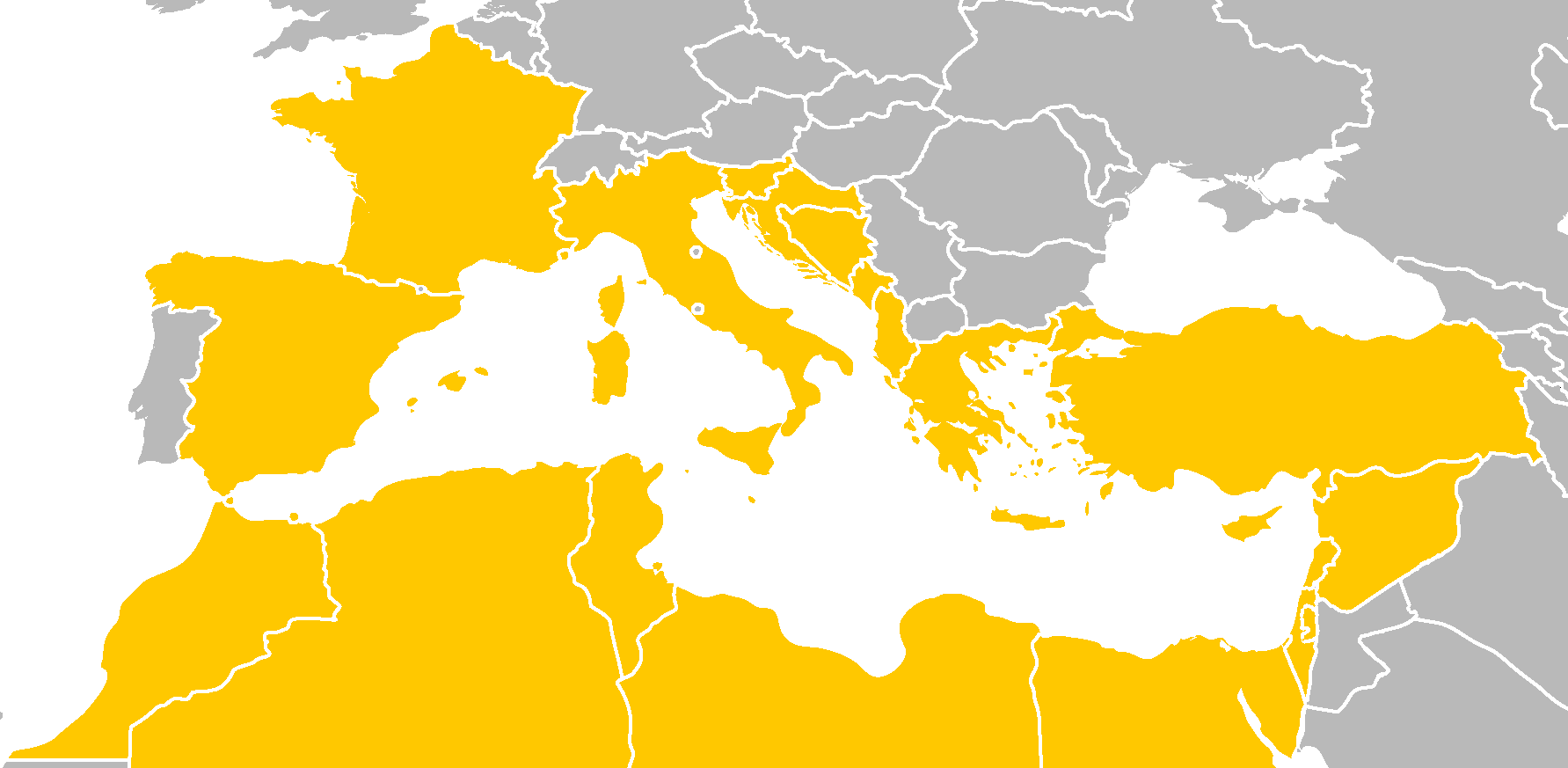
Die Mittelmeeranrainerstaaten

Die euro-mediterrane Partnerschaft (EUROMED) bezeichnet das Fundament der institutionalisierten Beziehung der Europäischen Union (EU) zu ihren Nachbarländern im südlichen Mittelmeerraum in Form von Handels-, Kooperations- oder Europa-Mittelmeer-Abkommen. Die euro-mediterrane Partnerschaft wurde auf der euro-mediterranen Konferenz der Außenminister der EU und der Partnerländer in Barcelona im Jahr 1995 ins Leben gerufen, weswegen sie oft auch als Barcelona-Prozess bezeichnet wird. Im März 2004 konstituierte sich als permanentes parlamentarisches Kontrollgremium die Euromediterrane Parlamentarische Versammlung. Seit 2004 wurde die euro-mediterrane Partnerschaft durch die Instrumente der Europäischen Nachbarschaftspolitik ergänzt. Der Mittelmeerraum wurde 1995 von der EU zum „Gebiet von strategischer Bedeutung“ erhoben.
Am 13. März 2008 beschloss der Europäische Rat, den Barcelona-Prozess in eine Union für den Mittelmeerraum umzuwandeln. Die feierliche Gründung dieser Union fand am 13. Juli 2008 statt.

## Mitglieder
Gründungsmitglieder waren die  EU-Mitgliedstaaten, sowie zwölf von der EU ausgewählte Drittstaaten des Mittelmeers:
- Marokko
- Algerien
- Tunesien
- Ägypten
- Israel
- Libanon
- Syrien
- Jordanien (grenzt nicht ans Mittelmeer)
- Palästina
- Türkei (Beitrittsverhandlungen seit 2005)
- Zypern (EU-Mitglied seit 1. Mai 2004)
- Malta (EU-Mitglied seit 1. Mai 2004)

Mit Ausnahme von Zypern und Malta, die inzwischen EU-Mitglieder sind, sowie der Türkei ist allen Partnerländern gemein, dass sie von der EU als nicht-europäische Staaten eingestuft werden und deswegen keine Perspektive auf einen Beitritt zur EU haben. Stattdessen sind sie im Kontext der euro-mediterranen Partnerschaft über die Entwicklungsassoziierung und, seit März 2003, über die Europäische Nachbarschaftspolitik mit der EU verbunden. Libyen verfügt seit 1999 über einen Beobachterstatus, dürfte aber mittel- bis langfristig in die Partnerschaft integriert werden.

## Ziele
Oberstes Ziel ist die Schaffung eines Raumes des Friedens, der Stabilität und des gemeinsamen Wohlstandes im Mittelmeerbecken sowie eine für das Jahr 2010 angestrebte euro-mediterrane Freihandelszone (EMFZ). Dabei setzt die EU auf eine Stabilisierung und langfristige Transformation der Partnerländer mittels wirtschaftlicher, politischer und sozialer Kooperation.

## Aufbau
In Analogie zum KSZE-Prozess basiert die euro-mediterrane Partnerschaft auf einer Struktur von drei Körben mit dem normativen Ziel einer Demokratisierung der gesamten Region. Dabei fallen ca. 90 Prozent der zur Verfügung stehenden finanziellen Mittel auf den Korb II.

### Korb I
Korb I beinhaltet die politische und Sicherheitspartnerschaft, mit dem Ziel der Beachtung der Menschenrechte, der demokratischen Normen, des gesellschaftlichen Pluralismus, der territorialen Integrität sowie die gemeinsame Bekämpfung des Terrorismus und der organisierten Kriminalität als auch die Nichtverbreitung von Massenvernichtungswaffen.

### Korb II
Korb II beinhaltet die Wirtschafts- und Finanzpartnerschaft. Leitziele sind die Unterstützung der nachhaltigen Entwicklung, die Bekämpfung der Arbeitslosigkeit, die Verbesserung der Lebensbedingungen und eine Reduzierung des Nord-Süd-Wohlstandsgefälles sowie die Förderung regionaler Kooperation und wirtschaftliche Integration in den Partnerländern.
Hauptelement des zweiten Korbes ist die schrittweise Errichtung einer Freihandelszone bis zum Jahr 2010.
Abgeschlossen wird die Wirtschafts- und Finanzpartnerschaft durch die Förderung ausländischer Direktinvestitionen und die Finanzhilfe im Rahmen der MEDA-Verordnungen.

### Korb III
Korb III beinhaltet die Partnerschaft der Zivilgesellschaften im kulturellen, sozialen und menschlichen Bereich. Der zunehmenden Polarisierung islamischer und westlicher Welt solle ein Dialog der Kulturen entgegengesetzt werden. Der Korb III rundet somit die strategischen Ziele der beiden ersten Körbe ab, da hier als Zielsetzung die Förderung von Rechtsstaatlichkeit und Demokratie unter Einbeziehung der Zivilgesellschaften formuliert wird.